# Ja Colombia
De politieke partij Ja Colombia (Spaans: Sí Colombia), werd in 1998 opgericht door Noemi Sanín als afsplitsing van de Colombiaanse Conservatieve Partij (Partido Conservador Colombiano). Bij de presidentsverkiezingen van 1998 en 2002 was Sanín presidentskandidaat. Bij de congresverkiezingen van 2002 behaalde Ja Colombia één zetel in de Senaat (Senado).